# Miss Trinidad e Tobago
Miss Trinidad e Tobago è un concorso di bellezza femminile che si tiene annualmente dal 1963 a Trinidad e Tobago esattamente un anno dopo dall'indipendenza dal Regno Unito. Il concorso seleziona la delegata trinidadiana per Miss Universo. Il concorso è rivolto a donne nubili di età compresa fra i diciotto ed i ventisette anni. La seconda classificata del concorso può partecipare a Miss Mondo. Nel 1977, la trinidadiana Janelle Commissiong è stata la prima Miss Universo di etnia africana.

## Albo d'oro

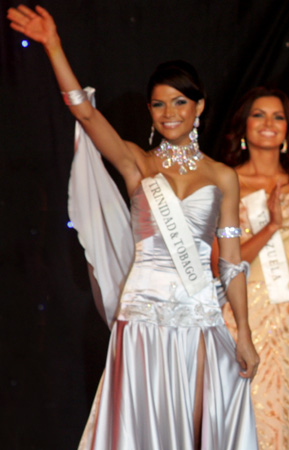
Gabrielle Walcott, Miss Mondo Trinidad e Tobago 2011.

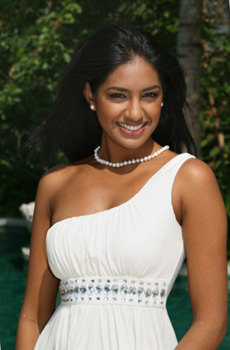
Valene Maharaj, Miss Universo Trinidad e Tobago 2007.

| Anno | Nome                         | Riconoscimenti                 |
| ---- | ---------------------------- | ------------------------------ |
| 1963 | Jean Sotodart                |                                |
| 1964 | Julia Marlene Laurence       |                                |
| 1966 | Kathleen Hares               |                                |
| 1971 | Sally Karamath               |                                |
| 1973 | Camella King                 |                                |
| 1974 | Stephanie Lee Pack           |                                |
| 1975 | Christine Mary Jackson       | Miss Congeniality              |
| 1976 | Margaret Elizabeth McFarlane | Miss Congeniality              |
| 1977 | Janelle Commissiong          | Miss Universo, Miss Photogenic |
| 1978 | Sophia Titus                 | Miss Congeniality              |
| 1979 | Marie Noelle Diaz            |                                |
| 1980 | Althea Ingrid Rocke          |                                |
| 1981 | Rohini Samaroo               |                                |
| 1982 | Suzanne Troboulay            |                                |
| 1983 | Sandra William               |                                |
| 1984 | Gina Maria Tardieu           |                                |
| 1985 | Brenda Joy Fahey             |                                |
| 1986 | Candace Jennings             |                                |
| 1987 | Sheree Ann Denise Richards   |                                |
| 1988 | Cheryl Ann Gordon            |                                |
| 1989 | Guenevere Helen Kelshall     |                                |
| 1990 | Maryse De Gourville          |                                |
| 1991 | Josie Ann Richards           |                                |
| 1993 | Rachel Charles               |                                |
| 1994 | Lorca Chelsea Gatcliffe      |                                |
| 1995 | Arlene Peterkin              | Top 6                          |
| 1996 | Michelle Khan                |                                |
| 1997 | Margot Rita Bourgeois        | 3ª classificata                |
| 1998 | Wendy Fitzwilliam            | Best National Costume          |
| 1999 | Nicole Simone Dyer           | Best National Costume          |
| 2000 | Heidi Ann Rostant            |                                |
| 2001 | Alexia Charlerie             |                                |
| 2002 | Nasma Mohammed               |                                |
| 2003 | Faye Alibocas                | Top 10                         |
| 2004 | Danielle Jones               | 5ª classificata                |
| 2005 | Magdalene Walcott            | Top 15                         |
| 2006 | Kenisha Thom                 | Top 10                         |
| 2007 | Valene Maharaj               |                                |
| 2008 | Anya Ayoung-Chee             |                                |
| 2010 | La Toya Woods                |                                |
| 2011 | Gabrielle Walcott            |                                |